# Куртеково
Куртеково — деревня в Якшур-Бодьинском районе Удмуртской Республики Российской Федерации.  

## География
Деревня находится в центральной части республики, на северо-западе района, в зоне хвойно-широколиственных лесов возле запруженной части русла реки Вишука. На другом берегу пруда расположена деревня Давыденки.

### Климат
Климат характеризуется как умеренно континентальный, с продолжительной холодной многоснежной зимой и относительно коротким тёплым летом. Среднегодовая многолетняя температура воздуха составляет 2,4 °С Средняя температура воздуха самого тёплого месяца (июля) — 18 °C (абсолютный максимум — 36,6 °C); самого холодного (января) — −15 °C (абсолютный минимум — −47,5 °C). Среднегодовое количество атмосферных осадков составляет 532 мм, из которых большая часть выпадает в тёплый период.

## История
В 1931 году, как и в других населённых пунктах Удмуртской автономной области, в деревне было создано коллективное хозяйство, которое функционировало на протяжении долгого времени. В 1963 году деревня Куртеково была упразднена. В 2019 году Государственный Совет Удмуртской Республики одобрил постановление о восстановлении деревни. А РИА Новости УФА, 2 октября 2019 года, сообщили что: «"В ходе регистраторского обхода были зафиксированы две новые деревни: Родники в Красногорском районе и Куртеково в Якшур-Бодьинском. В республике появилось много красивых названий улиц", — сообщает Удмуртстат.».
Входила в состав Старозятцинского сельского поселения, упраздненного Законом Удмуртской Республики от 11.05.2021 № 43-РЗ к 25 мая 2021 года.

## Население
| 2010 | 2019 |
| ---- | ---- |
| 0    | 12   |